# Domrémy-la-Pucelle
Domrémy-la-Pucelle és una comuna francesa situada al departament dels Vosges a la regió del Gran Est. La segona part del seu nom, la Pucelle, fa referència al fet que va ser el lloc on va néixer la donzella Joana d'Arc.

## Geografia
La comuna està a la vall del riu Mosa (Meuse) al nord de Coussey. A l'oest hi ha una muntanya boscosa de 407 m d'altitud anomenada bosc de Domrémy. Té 156 habitants (2006)

## Història
El lloc ja estava habitat en època celta i n'hi ha restes de muralles.
Al segle xv es va dividir la parròquia en dues parts: una d'elles depenia del comtat de Champagne i l'altra de Barrois mouvant, part occidental del Ducat de Bar.
Joana d'Arc anava a pregar a la capella de Bermont, prop de Greux, i a l'església de Domrémy.

Domrémy va ser adscrita oficialment a Lorena el 1571 i el 1578 es va dir oficialment Domrémy-la-Pucelle passant a ser una comuna durant la Revolució francesa. 

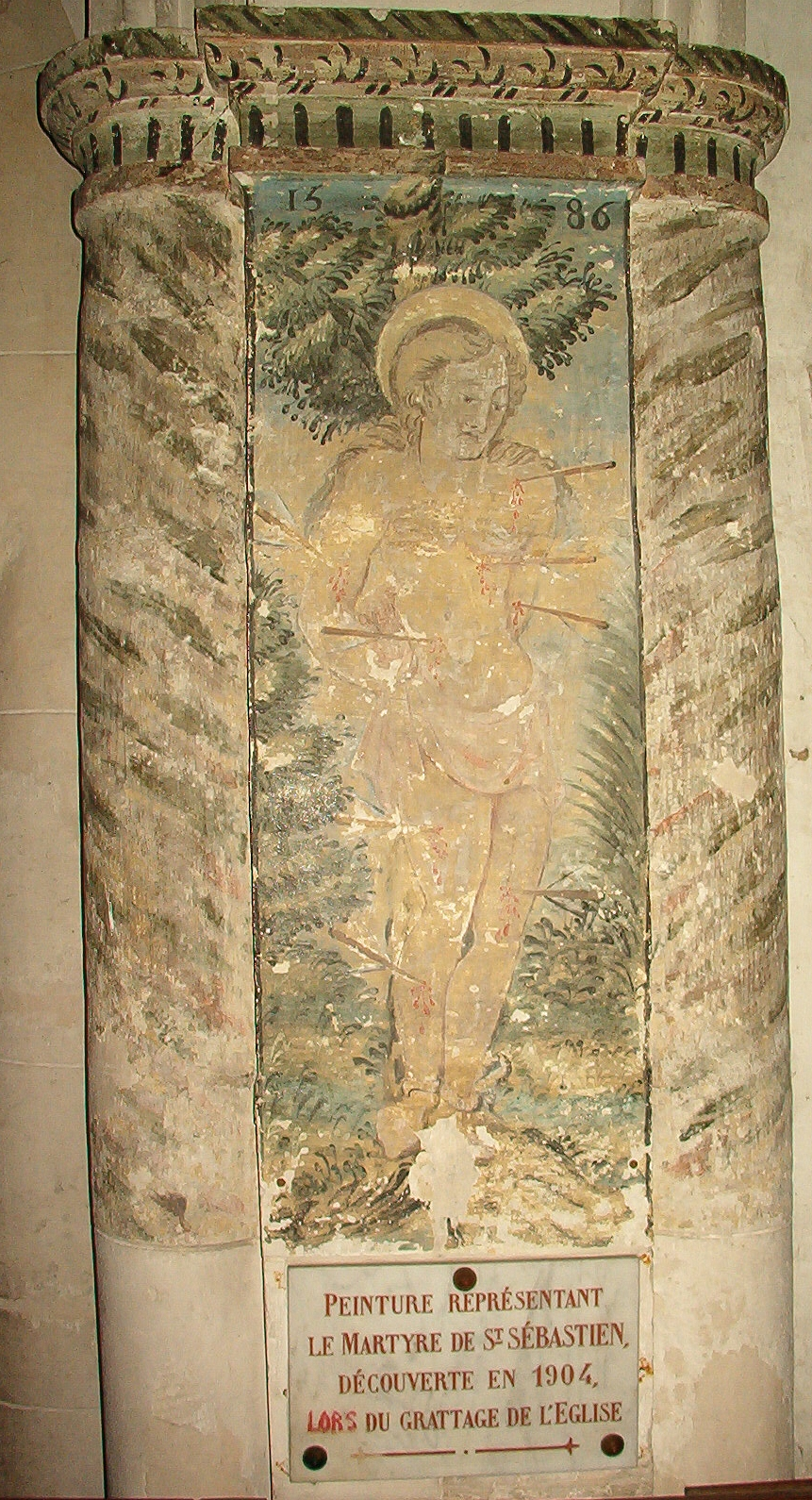
Martiri de Sant Sebastià a l'església de Domrémy-la-Pucelle.
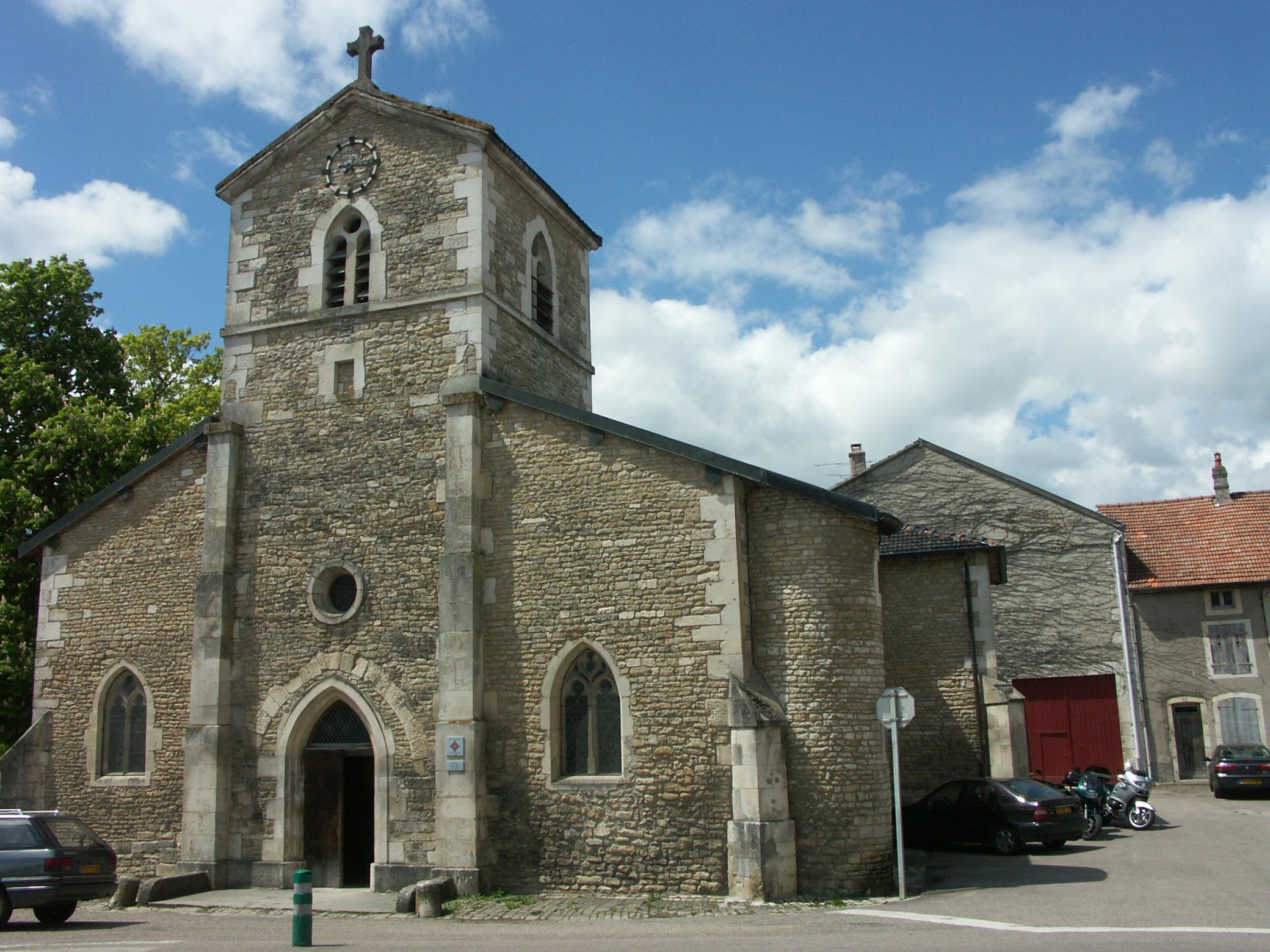
Església de Saint-Rémy.
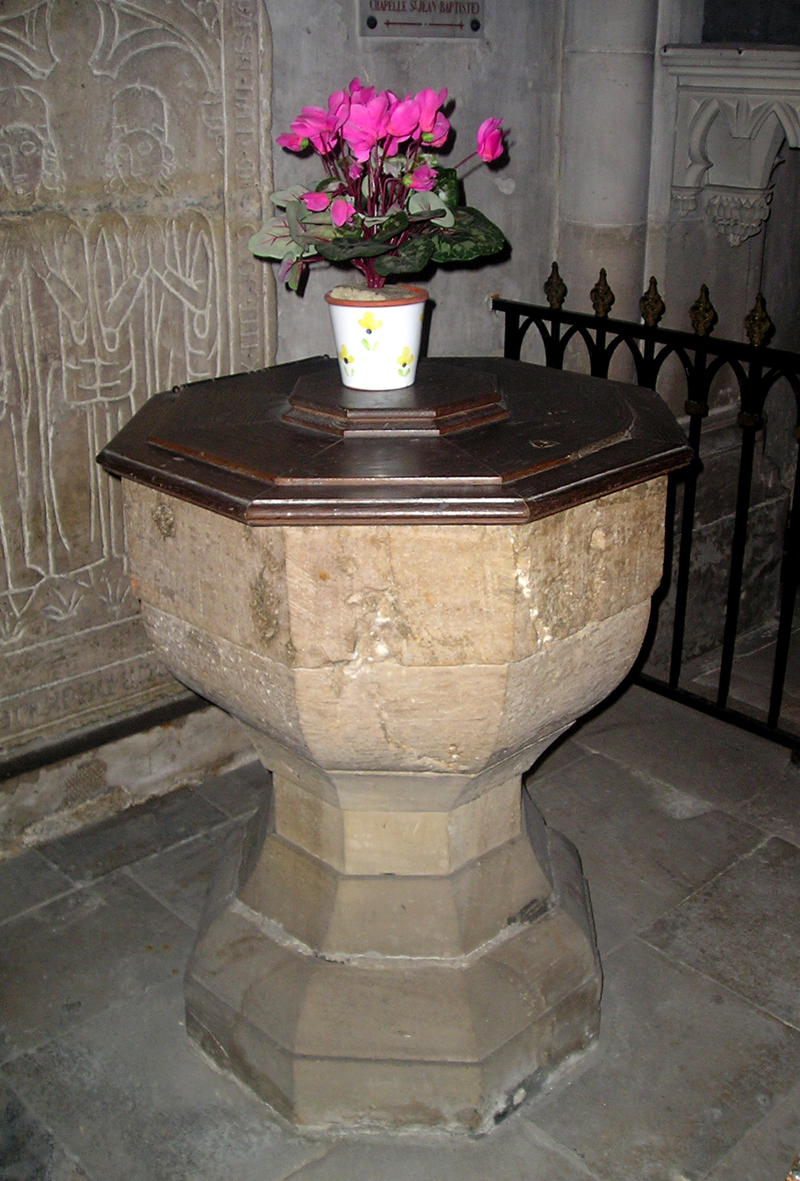
Font baptismal de Joana d'Arc.
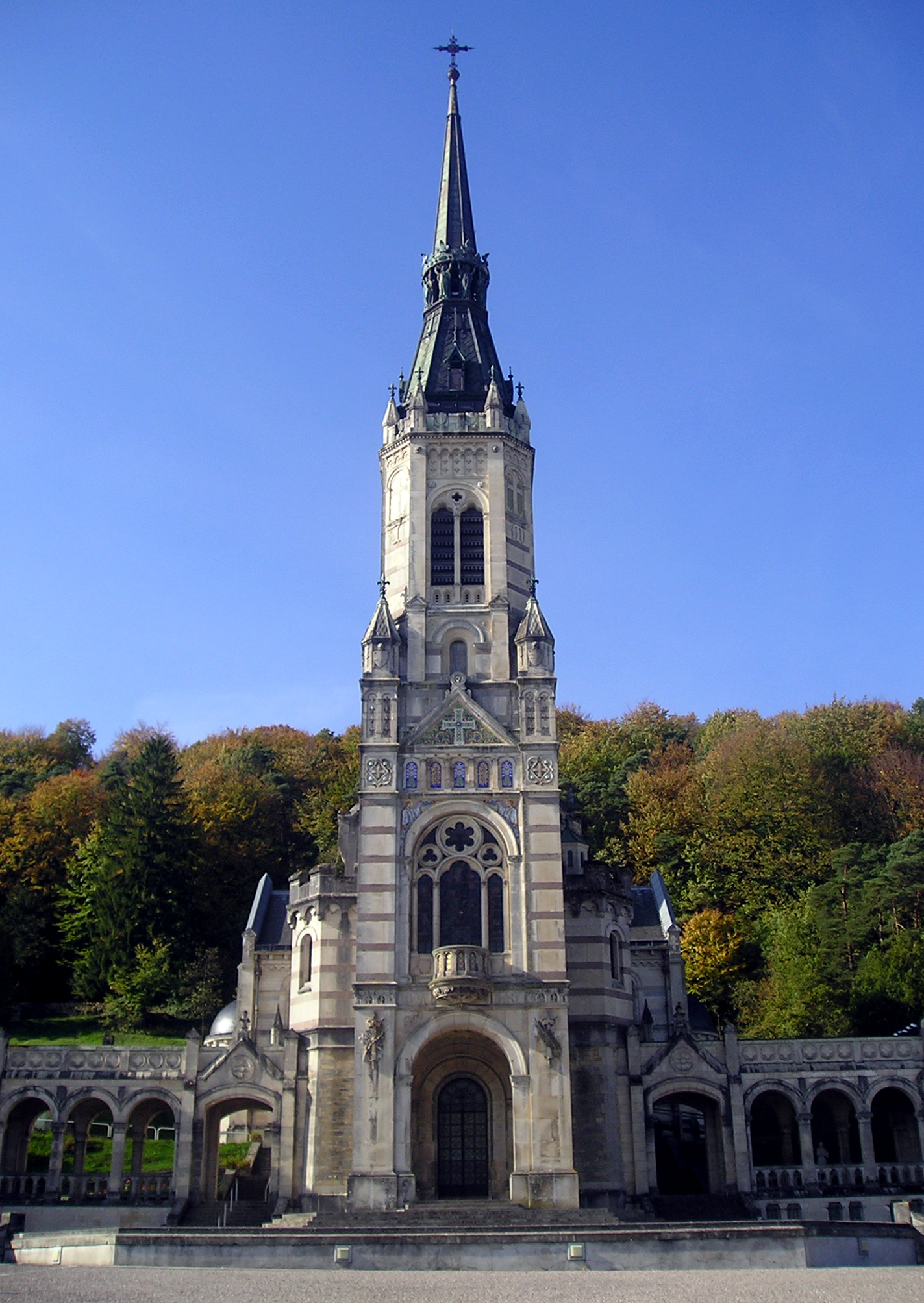
La façana de la basílica de Bois-Chenu (també dita de Sainte-Jeanne-d'Arc).
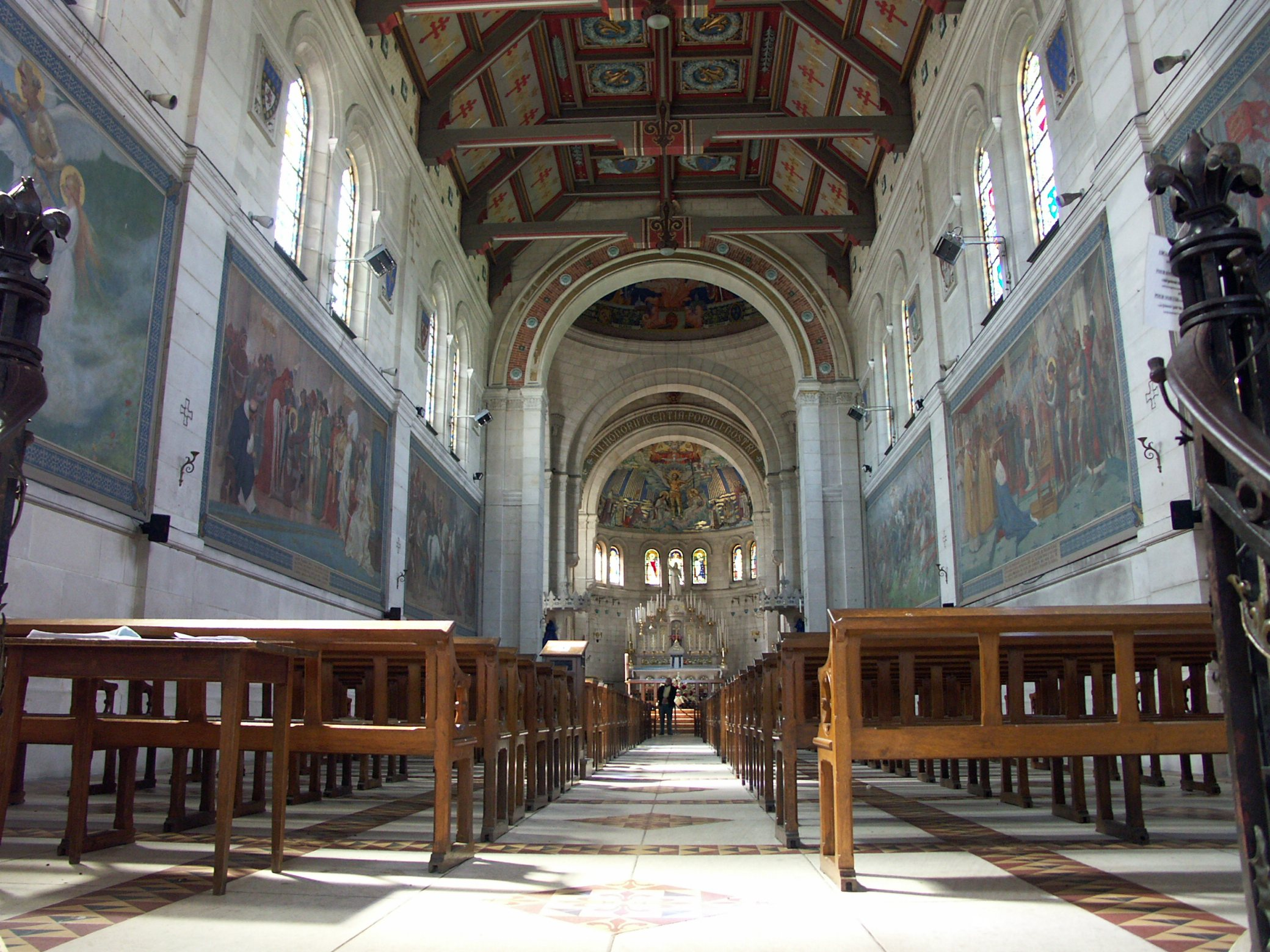
Basílica de Bois-Chenu.
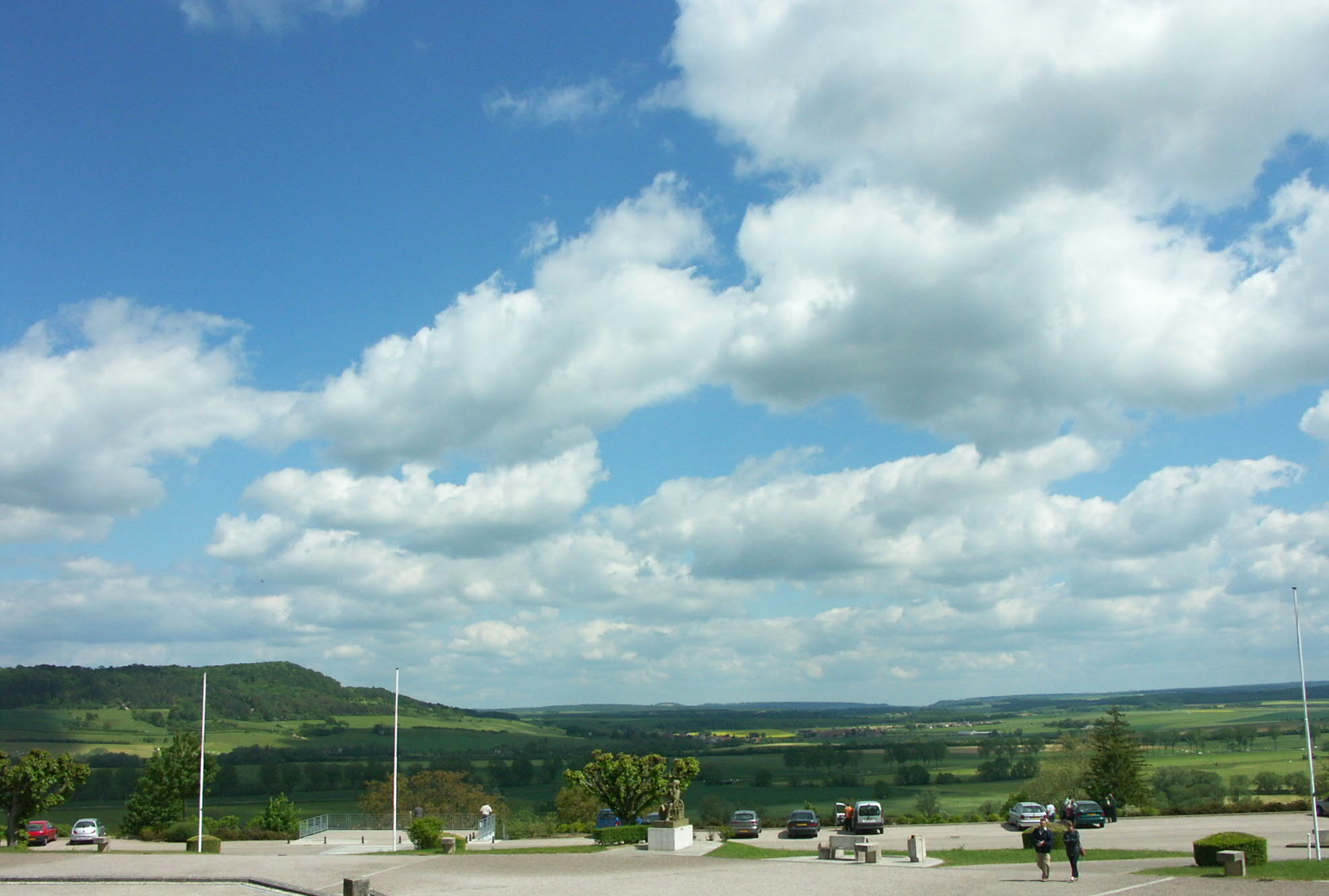
Vista de la terrassa de la basílica Bois-Chenu.
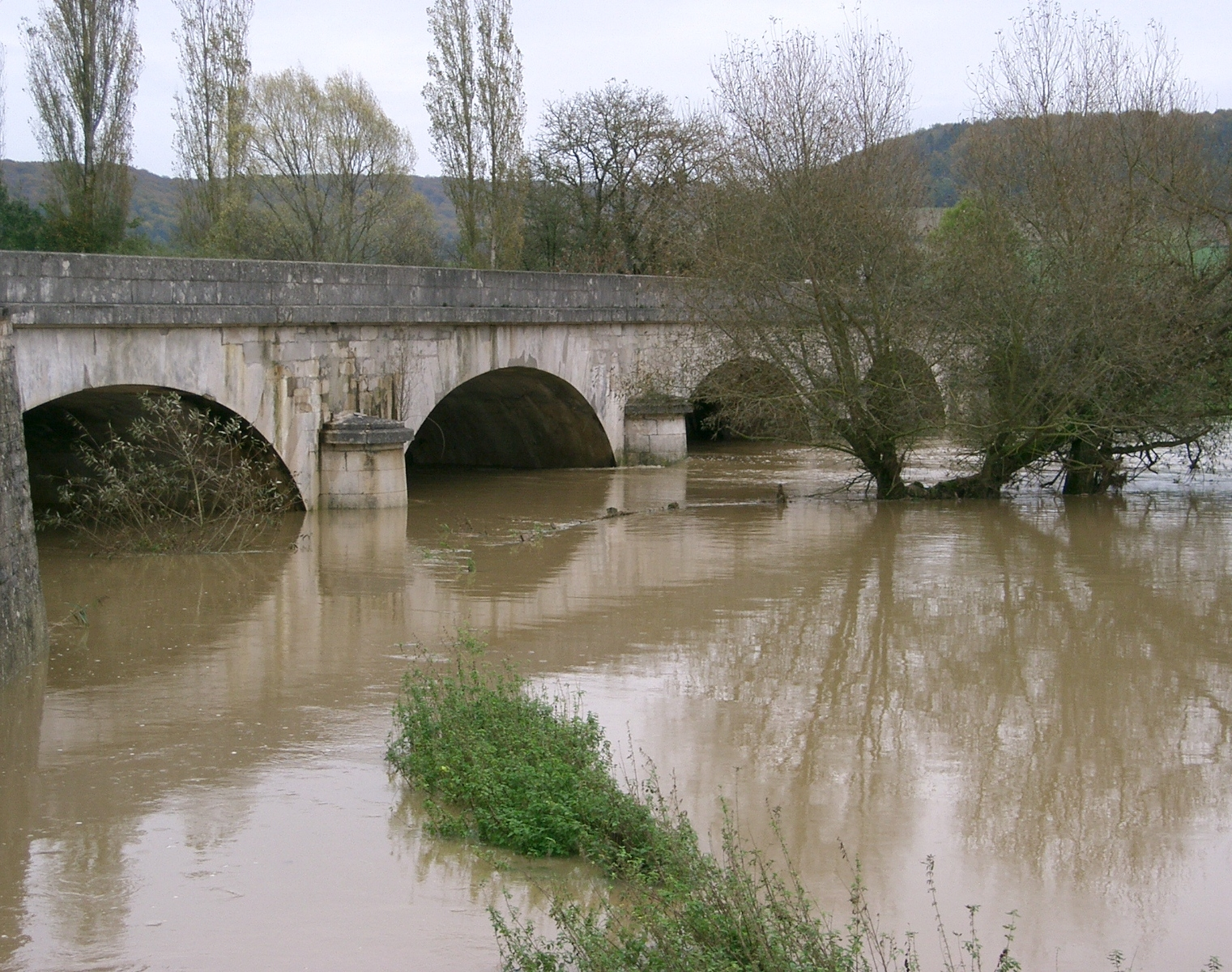
El riu Meuse crescut per la pluja de tardor.
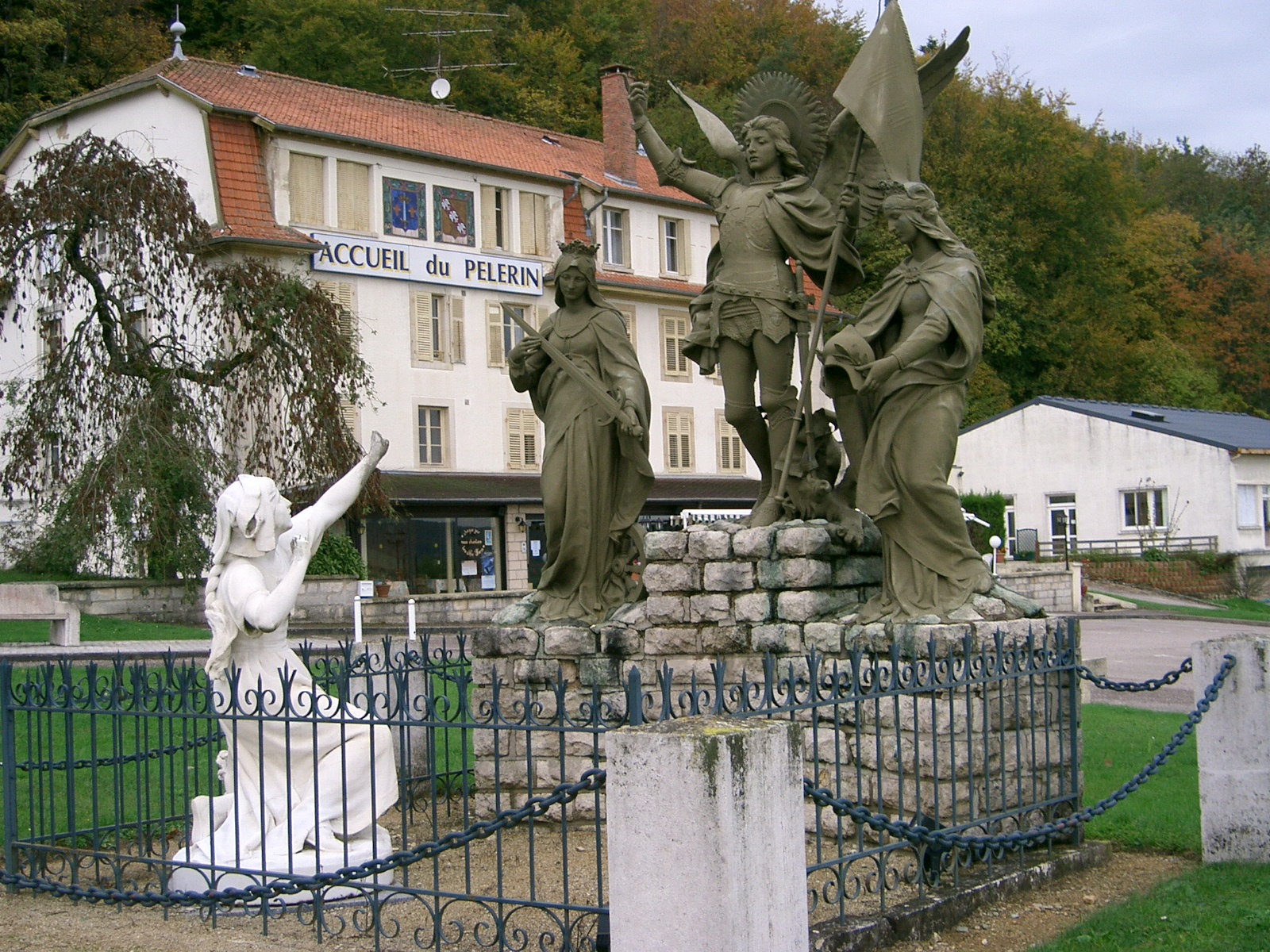
Estàtua de Joana d'Arc.
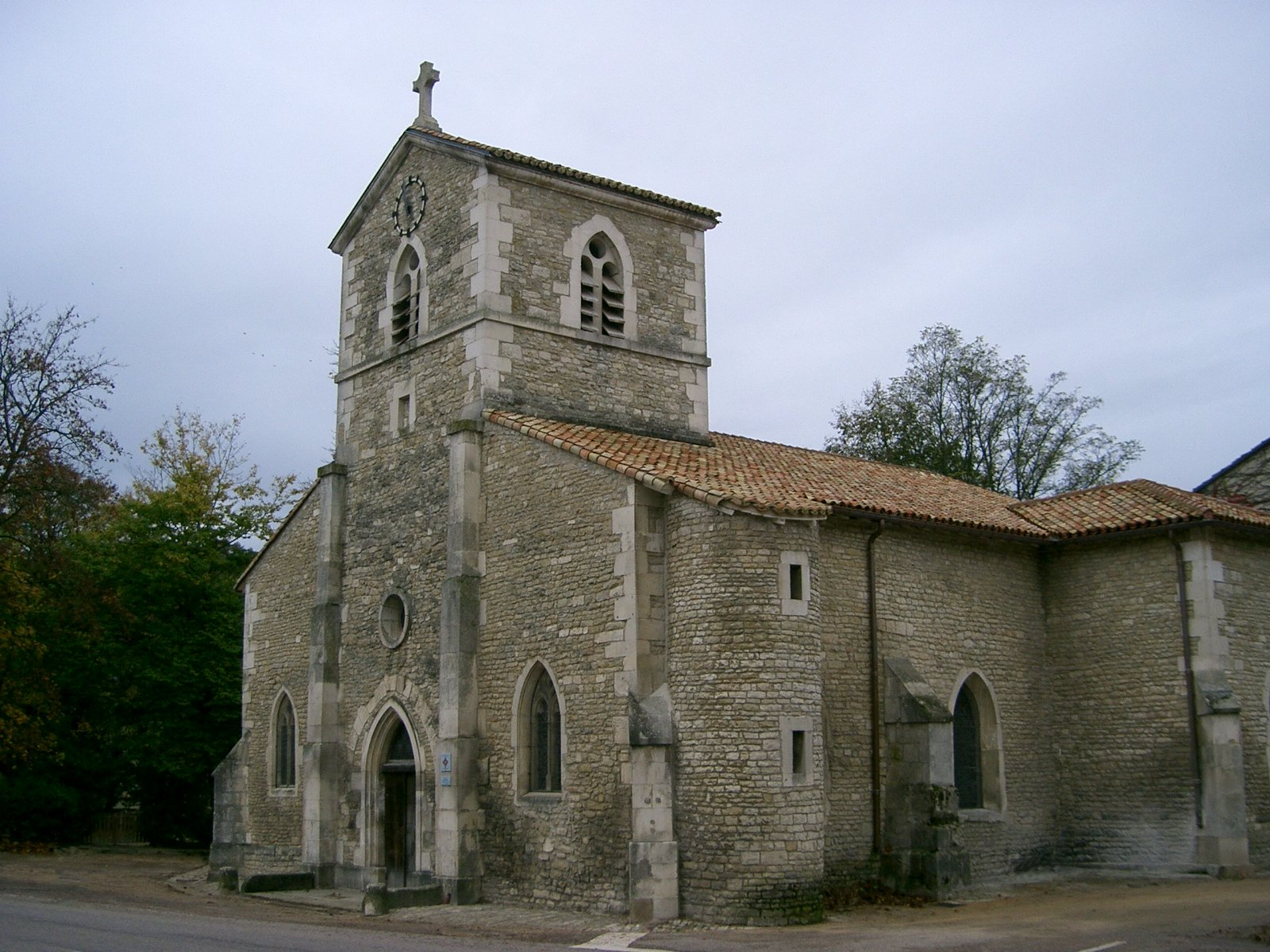
Església del poble.
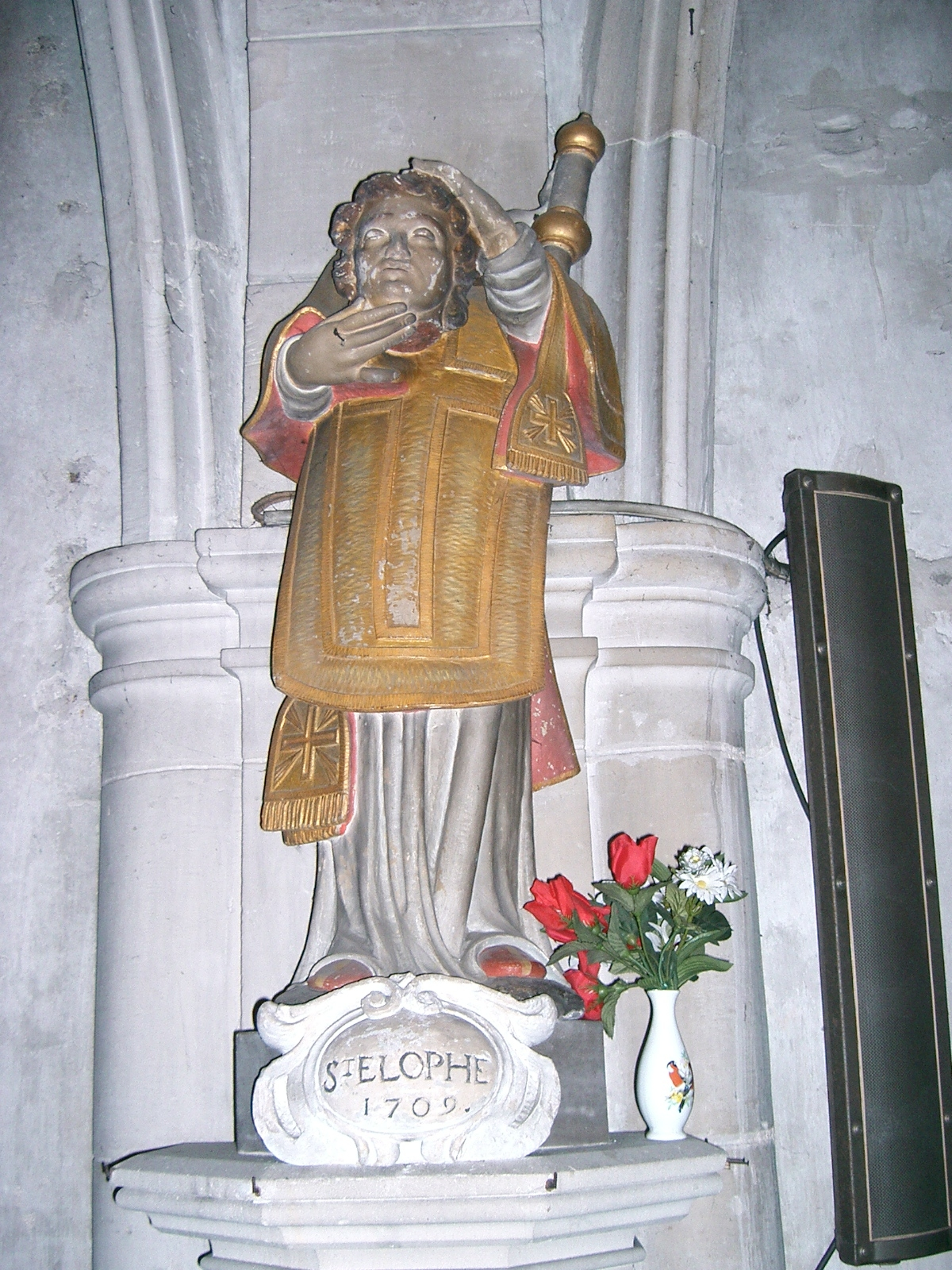
Estàtua de sant Elof.